# 古川久敬
古川久敬（ふるかわ ひさたか、1947年- ）は、日本の社会心理学者、九州大学名誉教授。

## 人物・来歴
佐賀県生まれ。1972年九州大学大学院教育学研究科修士課程修了。87年「組織体の階層構造におけるリーダーおよびフォロワーの目標指向行動に関する研究」で教育学博士。1972年日本国有鉄道鉄道労働科学研究所研究員、主任研究員。1986年九州大学教育学部助教授、教授を経て2000年同人間環境学研究院教授。03年同ビジネススクール教授併任。2013年定年退任、名誉教授、日本経済大学教授。2018年退職。

## 著書
- 『組織・集団の活力 変革の時代をどう乗り切る』 (Chikuma human books)千曲秀版社, 1986.10
- 『集団とリーダーシップ』 (現代心理学ブックス) 大日本図書, 1988.11
- 『組織デザイン論 社会心理学的アプローチ』誠信書房, 1988.9
- 『構造こわし 組織変革の心理学』誠信書房, 1990.12
- 『基軸づくり 創造と変革のリーダーシップ』富士通経営研修所, 1998.2
- 『チームマネジメント』 (日経文庫)日本経済新聞社, 2004.3
- 『組織心理学 組織を知り活躍する人のために』 (心理学の世界 基礎編) 培風館, 2011.10
- 『「壁」と「溝」を越えるコミュニケーション』ナカニシヤ出版, 2015.1

### 共編著・監修
- 『変革時代のリーダーシップ』 (Chikuma human books) 角山剛共著. 千曲秀版社, 1985.10
- 『コンピテンシーラーニング 業績向上につながる能力開発の新指標』監修, JMAMコンピテンシー研究会 編著. 日本能率協会マネジメントセンター, 2002.3
- 『産業・組織心理学』編 (朝倉心理学講座）朝倉書店, 2006.11
- 『人的資源マネジメント 「意識化」による組織能力の向上』編著,柳澤さおり,池田浩著. 白桃書房, 2010.6
- 『看護師長・主任のためのグループマネジメント入門 リーダーとしての基軸づくり』編著 (看護管理実践guide) 日本看護協会出版会, 2010.8
- 『〈先取り志向〉の組織心理学 プロアクティブ行動と組織』山口裕幸共編. 有斐閣, 2012.3
- 『協働と連携を生むグループマネジメント入門 リーダーとしての基軸づくり 第2版』編著 (看護管理実践Guide) 日本看護協会出版会, 2016.7

## 論文
- <古川久敬